# Las Planas de Castellote
Las Planas de Castellote es una localidad de la provincia de Teruel (Aragón, España), perteneciente al municipio de Castellote. Situado a 650 metros de altitud, llegó a tener 476 habitantes en 1875, pero en la actualidad solo viven entre ocho y diez personas.
Está situado próximo al Embalse de Santolea y se enclava en torno a la iglesia parroquial de San Marcos (siglo XVII). En sus alrededores se hallan lugares de interés como la masía de El Huergo, la de Perojil, El Alconzal o Los Alagones.
Se le llama Aldeya de Las Planas hasta 1785 y desde 1833 ya se escribe como Las Planas de Castellote. 
De 1711 a 1833 pertenece al corregimiento de Alcañiz. En 1834 tenía Ayuntamiento, formando parte del partido judicial de Castellote. En el año 1845 deja de tener ayuntamiento propio para añadirse a Castellote.
De entre sus asentamientos diseminados, El Huergo es una masía situada junto al río Bordón (también llamado Regatillo), que es un afluente del Guadalope. Pertenece al término municipal de Castellote, en la provincia de Teruel (España). Está a 2 km de la población, de la que forma parte, y próximo a las masías de Perojíl y el Mas de Blasco.
Sobre 1990 se despobló, pero habían llegado a habitar en él unas 30 personas que vivían de la agricultura y la ganadería, siendo su economía prácticamente autosuficiente. Disponían de horno de pan y molinos de harina y aceite.
Vivió en El Huergo la familia de apellido Giner y en ella regía la tradición del "hereu". El "hereu" era el hijo varón que heredaba la masía.

## Galería de imágenes

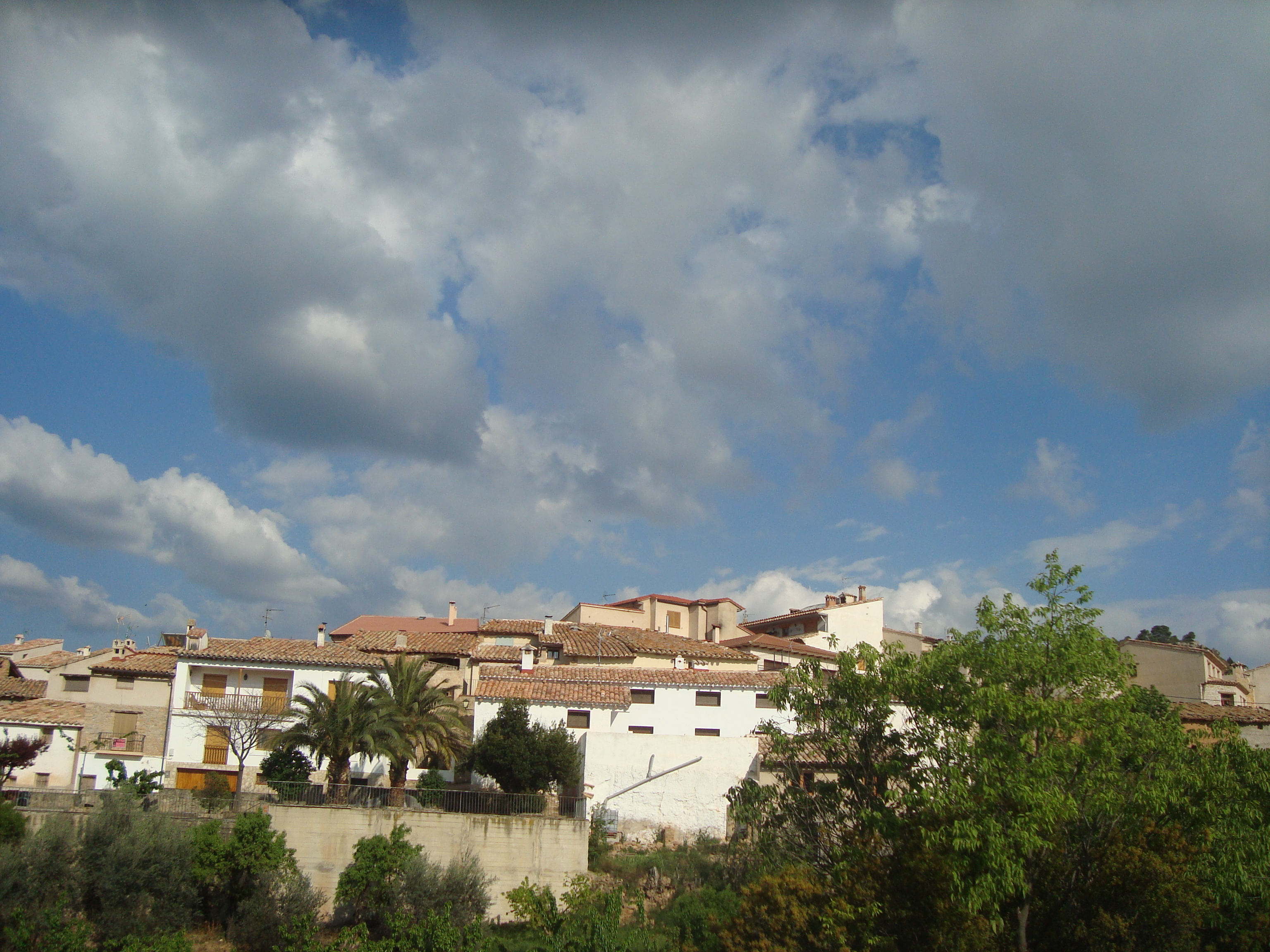
Las Planas de Castellote (Teruel)
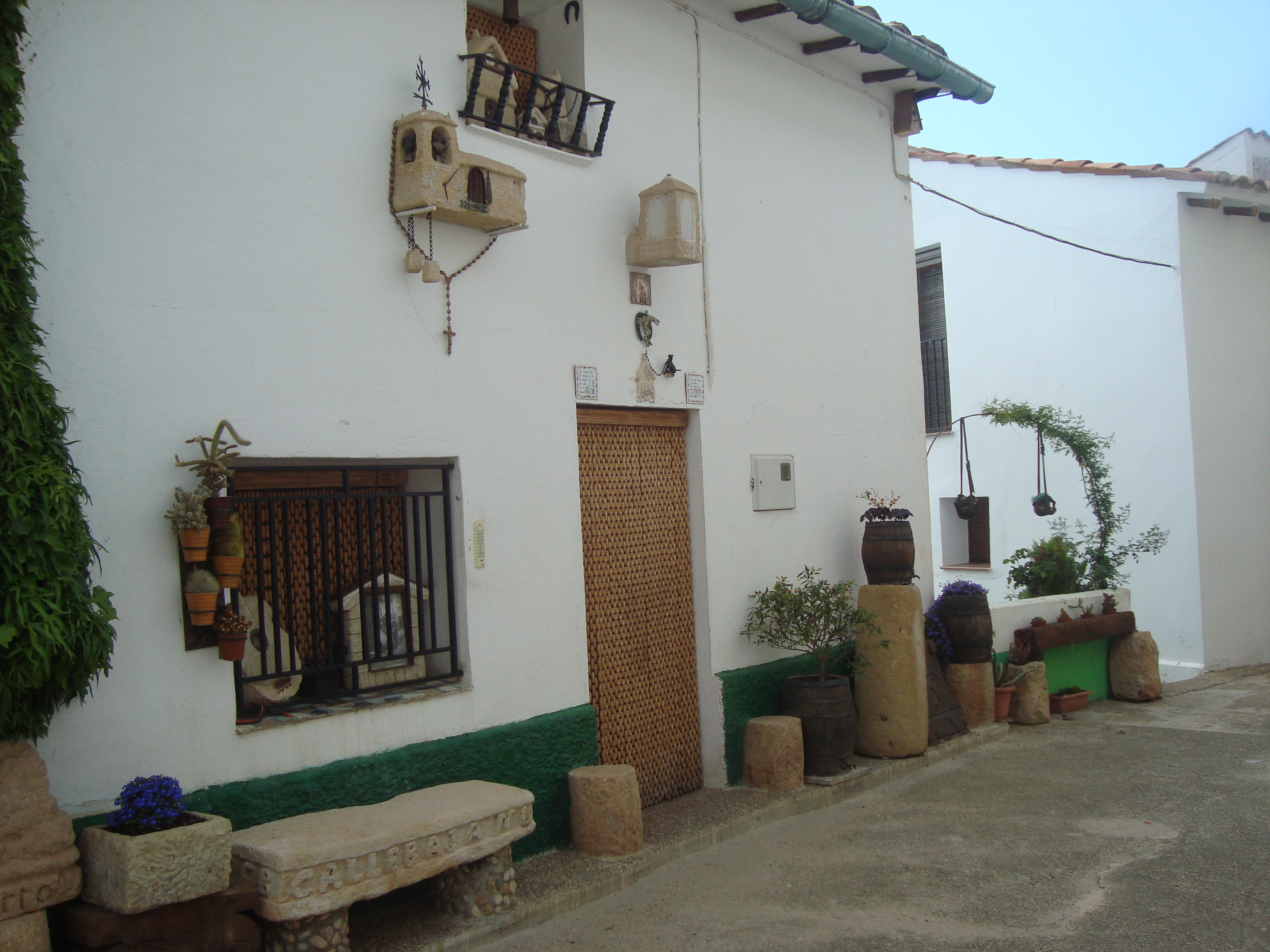
Casa de Artesano (Las Planas de Castellote)
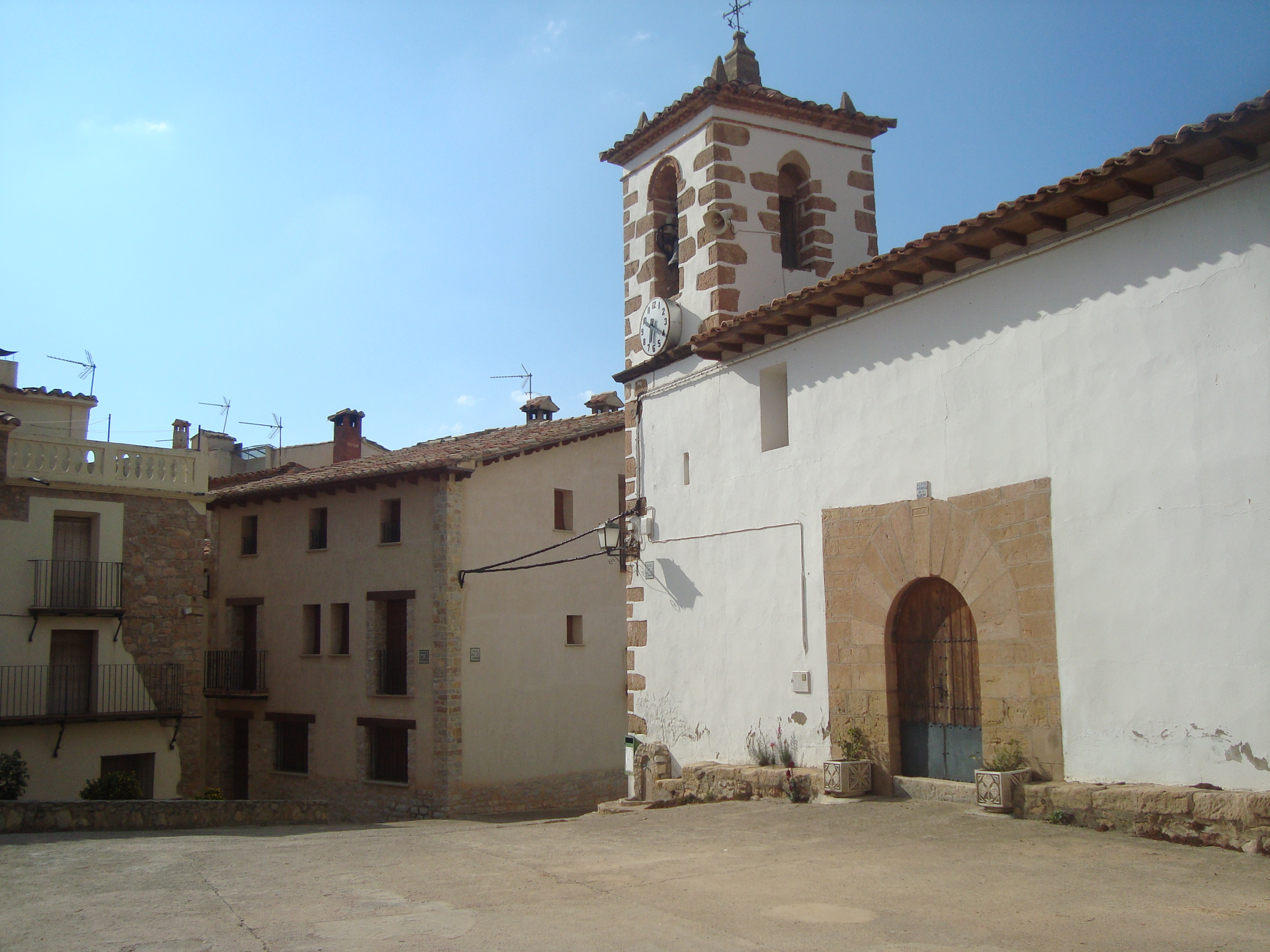
Iglesia parroquial de San Marcos (Las Planas, Castellote)
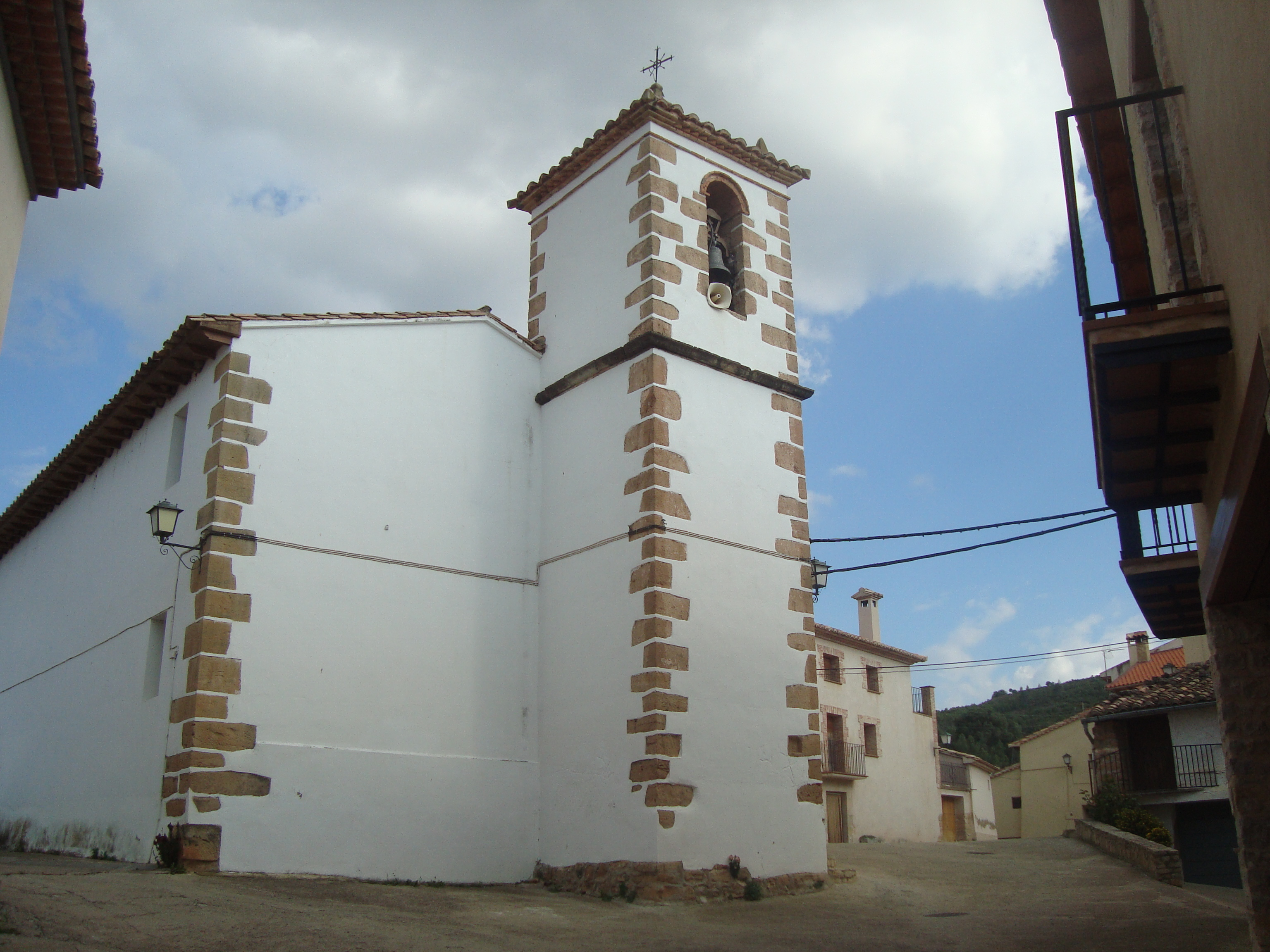
Iglesia parroquial de San Marcos, siglo XVII (Las Planas, Castellote)